# Дом (Дордоња)
Дом (фр. Domme) је насељено место у Француској у региону Аквитанија, у департману Дордоња.
По подацима из 2011. године у општини је живело 1018 становника, а густина насељености је износила 40,87 становника/km².

## Демографија
| 1962. | 1968. | 1975. | 1982. | 1990. | 2011. |
| ----- | ----- | ----- | ----- | ----- | ----- |
| 855   | 876   | 891   | 910   | 1.030 | 1.018 |